# Anthocephala
Anthocephala es un género de aves apodiformes de la familia Trochilidae  —los colibríes— que agrupa apenas a dos especies endémicas de Colombia. A sus miembros se les conoce por el nombre común de colibríes floridos.

## Características
Los dos colibríes de este género son pequeños, miden 8 cm de longitud. Tienen la frente blanco-anteada, una corona castaño rufa, una mancha postocular blanca, las partes inferiores son grisáceas y las partes superiores verde brillante, las subcaudales blancas. La corona y frente de las hembras es parduzca.

## Sistemática
El género Anthocephala fue propuesto por los ornitólogos alemanes Jean Cabanis y Ferdinand Heine Jr. en 1860; la especie tipo designada por monotipia es Trochilus floriceps, actualmente Anthocephala floriceps.

### Etimología
El nombre genérico femenino «Anthocephala» se compone de las palabras del griego «anthos» que significa ‘flor’, ‘florecer’ y «kephalē» que significa ‘cabeza’.

### Taxonomía
Hasta el año 2014, el género era tratado como monotípico, incluyendo apenas la especie tipo, pero los estudios de Lozano-Jaramillo et al (2014) encontraron que las dos subespecies se diferenciaban fuertemente, no solo genéticamente como también en su nicho ecológico, sugiriendo que la subespecie andina berlepschi podría ser tratada como especie separada de la nominal de la Sierra Nevada de Santa Marta. El Comité de Clasificación de Sudamérica (SACC) reconoció la separación en la Propuesta No 654.
El presente género es hermano del género Stephanoxis.

## Lista de especies
Según las clasificaciones del Congreso Ornitológico Internacional (IOC) y Clements Checklist/eBird, el género agrupa a las siguientes especies con el respectivo nombre popular: 
| Imagen | Nombre científico       | Autor         | Nombre común                   | Estado de conservación | Distribución |
| ------ | ----------------------- | ------------- | ------------------------------ | ---------------------- | ------------ |
|        | Anthocephala floriceps  | (Gould, 1854) | colibrí florido de Santa Marta | VU                     |              |
|        | Anthocephala berlepschi | Salvin, 1893  | colibrí florido de Tolima      | VU                     |              |